# Aplauso (programa de televisão)
Aplauso é um programa de produzido e exibido pela TV Globo em duas ocasiões: nas noites de segunda-feira durante o ano de 1979 exibindo teleteatros, consistindo na apresentação de peças teatrais famosas, numa espécie de retomada do formato de teleteatro muito familiar ao público brasileiro da época. Em 1983, o programa foi recriado como um espetáculo de variedades, homenageando nomes destacados das artes brasileiras.

## Teleteatro (1979)

### Formato
Criado com o objetivo de revitalizar os teleteatros, fazendo a adaptação de peças brasileiras ou estrangeiras, fazendo parte do projeto Séries Brasileiras, que também lançou Malu Mulher (1979-1980), Plantão de Polícia (1979-1981) e a primeira versão de Carga Pesada (1979-1981). Os programas eram gravados no Rio de Janeiro e costumavam ter uma média de duas a três semanas de ensaios. O último programa não foi adaptação de uma peça teatral, mas uma reunião de contos e romances do escritor mineiro Guimarães Rosa.
Um dos problemas alegados para a continuação da série Aplauso, afora os direitos autorais das peças - o que impediu as adaptações de Yerma (de Federico García Lorca) e de Gata em Teto de Zinco Quente (de Tennessee Williams), foi a dificuldade de se manter a qualidade de uma peça, normalmente com duração próxima a duas horas, em apenas 50 minutos. Não obstante os problemas enfrentados, o programa superou a audiência prevista pela emissora.

### Lista de episódios[5]
| Número | Episódio                                                 | Data de exibição                            | Adaptação                                | Participações                                              |
| ------ | -------------------------------------------------------- | ------------------------------------------- | ---------------------------------------- | ---------------------------------------------------------- |
| 01     | Vestido de Noiva                                         | 21 de maio de 1979                          | Domingos de Oliveira                     | Susana Vieira Joana Fomm                                   |
| 02     | A Ilha das Cabras                                        | 28 de maio de 1979                          | Ferreira Gullar                          | -                                                          |
| 03     | Ao lado meu na imensidão                                 | 4 de junho de 1979                          | Domingos de Oliveira                     | -                                                          |
| 04     | O homem pálido                                           | 11 de junho de 1979                         | Fábio Sabag                              | -                                                          |
| 05     | Só o Faraó tem alma                                      | 18 de junho de 1979                         | Ferreira Gullar                          | -                                                          |
| 06     | O santo inquérito                                        | 25 de junho de 1979                         | Antônio Mercado                          | -                                                          |
| 07     | Uma noite com Agatha Christie                            | 2 de julho de 1979                          | Fábio Sabag                              | -                                                          |
| 08     | A lição e o ovo                                          | 9 de julho de 1979                          | Antônio Mercado Paulo José               | -                                                          |
| 09     | Um grito parado no ar                                    | 23 de julho de 1979                         | Ferreira Gullar                          | -                                                          |
| 10     | Queridos fantásticos sábados                             | 30 de julho de 1979                         | Tereza Queiroz Guimarães                 | -                                                          |
| 11     | Berenice (ou no vértice de uma paixão)                   | 6 de agosto de 1979                         | Roberto Gomes                            | Tereza Rachel                                              |
| 12     | Os assassinos                                            | 13 de agosto de 1979                        | Dino Menashe Alberto Salvá               | -                                                          |
| 13     | As pequenas raposas                                      | 20 de agosto de 1979                        | Ferreira Gullar                          | -                                                          |
| 14     | As gralhas                                               | 17 de setembro de 1979                      | Ferreira Gullar                          | -                                                          |
| 15     | Riso na cara                                             | 24 de setembro de 1979                      | Lenita Plonckzynski Domingos de Oliveira | -                                                          |
| 16     | O morto do Encantado saúda o povo, morre e pede passagem | 1 de outubro de 1979                        | Oduvaldo Viana Filho                     | -                                                          |
| 17     | Angélica                                                 | 8 de outubro de 1979                        | Fábio Sabag                              | -                                                          |
| 18 19  | Dona Felinta, a rainha do Agreste                        | 15 de outubro de 1979 22 de outubro de 1979 | Ferreira Gullar                          | -                                                          |
| 20     | Marcados                                                 | 29 de outubro de 1979                       | Lenita Plonckzynski                      | -                                                          |
| 21     | Judas em sábado de Aleluia                               | 5 de novembro de 1979                       | Ferreira Gullar                          | -                                                          |
| 22     | O tesouro de Xica da Silva                               | 12 de novembro de 1979                      | Antônio Callado                          | - Zezé Motta - Jacira Silva - Maria Alves - Iris Decallafe |
| 23     | Uma ou duas coisas sobre João Guimarães, o Rosa          | 19 de novembro de 1979                      | Paulo José                               | -                                                          |

## Espetáculo de variedades (1983)
Alguns anos após a versão original, o nome Aplauso foi utilizado em um programa de variedades de periodicidade mensal, exibido na faixa Sexta Super, nas noites de sexta-feira. Nesta versão, nomes destacados das artes brasileiras (música, teatro, dança, televisão, cinema, artes plásticas e visuais, literatura). Nele havia concursos, como o de textos inéditos para a televisão, que eram agraciados com o Troféu Oduvaldo Vianna Filho e as escolhas de nomes da Música Popular Brasileira, que recebiam o Troféu Asa Branca.